# Oktoberfest: Piwo i krew
Oktoberfest: Piwo i krew (niem. Oktoberfest 1900) – niemiecko-czeski sześcioodcinkowy miniserial z gatunku dramatu historycznego. Autorami produkcji są Christian Limmer i Ronny Schalk. Premiera serialu w reżyserii Hannu Salonena miała miejsce 15 września 2020 roku na platfomie ArD Mediathek. Od 1 października 2020 r. wszystkie odcinki serialu pod tytułem Oktoberfest: Piwo i krew można oglądać na platformie streamingowej Netflix. Zdjęcia kręcono m.in. w Monachium i w Pradze.

## Fabuła
Akcja serialu odbywa się w 1900 roku w Monachium. Ambitny browarnik Curt Prank chce stworzyć ogromną piwiarnię, która zdominuje przynoszący duże dochody Oktoberfest. Pochodzący z Frankonii mężczyzna pragnie mieć swój wpływ w rozwój jednego z największych festynów ludowych na świecie.

## Spis odcinków
| Premiera w Niemczech | Premiera w Polsce   | Nr odcinka | Tytuł                   | Tytuł oryginalny                  |
| -------------------- | ------------------- | ---------- | ----------------------- | --------------------------------- |
| 15 września 2020     | 1 października 2020 | 1          | Wizja                   | Die Vision                        |
| 15 września 2020     | 1 października 2020 | 2          | Znak czasów             | Die Zeichen der Zeit              |
| 16 września 2020     | 1 października 2020 | 3          | Miłość i pieniądze      | Liebe und Kapital                 |
| 16 września 2020     | 1 października 2020 | 4          | Pierwsze odszpuntowanie | Anstich                           |
| 23 września 2020     | 1 października 2020 | 5          | Świt nowego wieku       | Aufbruch in ein neues Jahrhundert |
| 23 września 2020     | 1 października 2020 | 6          | Sąd ostateczny          | Das Jüngste Gericht               |